# Sorry for Partyin'
Sorry for Partyin' musikgruppen Bowling for Soups sjunde studioalbum, utgivet i oktober 2009 på Jive Records.

## Låtlista
1. "Really Cool Dance Song" - 3:45
2. "No hablo inglés" - 3:30
3. "My Wena" - 2:50
4. "Only Young" - 3:46
5. "I Don't Wish You Were Dead Anymore" - 2:46
6. "BFFF" - 3:52
7. "Me With No You" - 3:44
8. "Hooray for Beer" - 3:27
9. "America (Wake Up Amy)" - 3:26
10. "If Only" - 3:39
11. "I Gotchoo" - 3:44
12. "Love Goes Boom" - 4:09
13. "I Can't Stand L.A." - 3:50
14. "Belgium Polka" - 3:35

### Fotnoter
1. ↑  ”Sorry for Partyin'”. Discogs.com. http://www.discogs.com/Bowling-For-Soup-Sorry-For-Partyin/master/434469. Läst 16 maj 2012.